# Ålstad
Ålstad est une localité du comté de Nordland, en Norvège.

## Géographie
Administrativement, Ålstad fait partie de la kommune de Steigen.